# Шведська ігрова інспекція

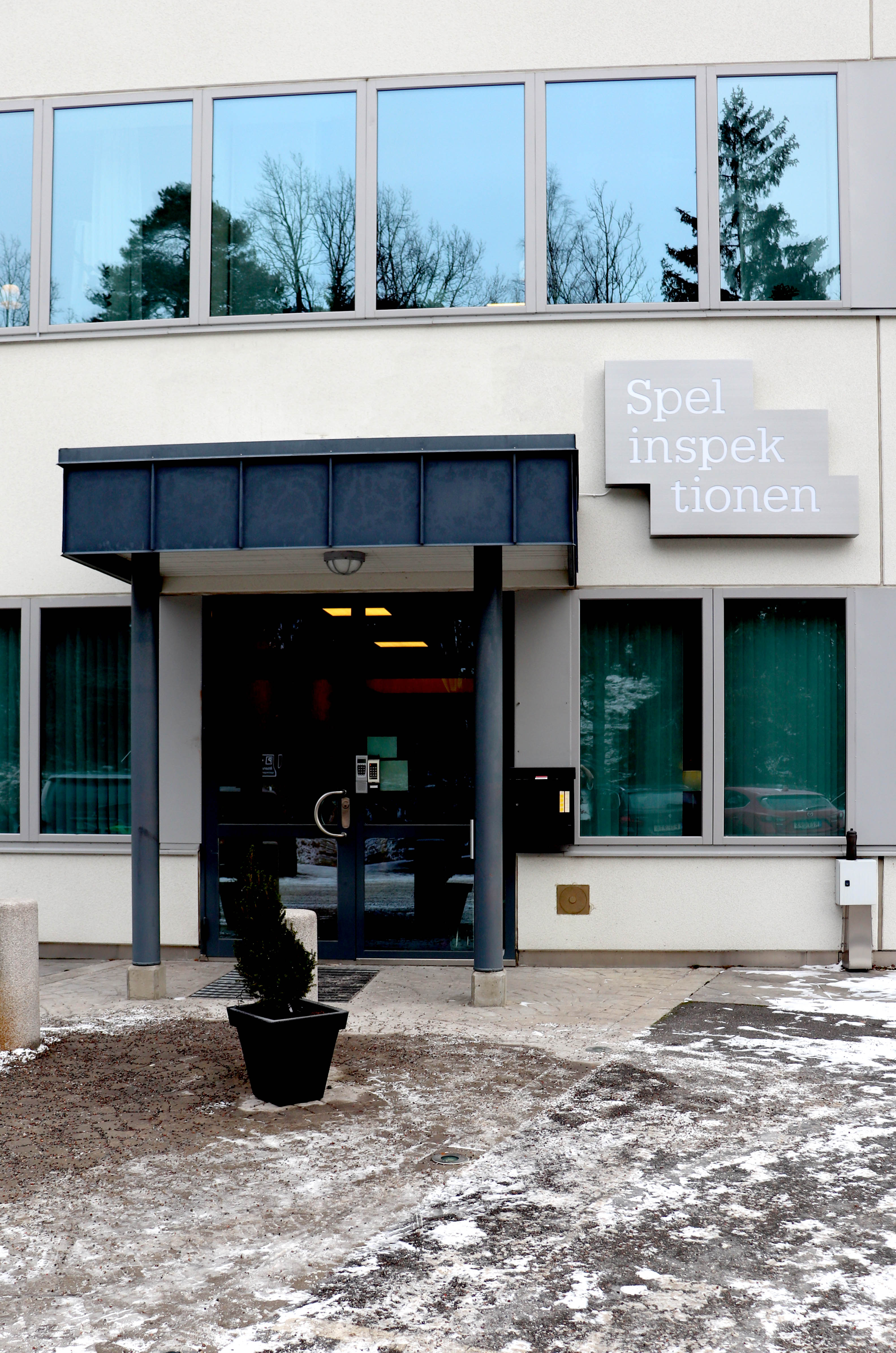
Вхід до офісу Шведської ігрової інспекції у Стренгнесі

Шведська ігрова інспекція (швед. Spelinspektionen) — у минулому «Шведська інспекція лотерей» (швед. Lotteriinspektionen) — це державний адміністративний орган Швеції з питань азартних ігор та лотерей.

## Діяльність
Ігрова інспекція є наглядовим органом згідно із Законом про ігри (2018: 1138), Законом про роботу ігрових автоматів (1982: 636) та Законом про казино (1999: 355). Орган також контролює та інформує уряд про розвиток подій на ринку азартних ігор та лотерей та консультує уряд щодо казино.
Шведська інспекція ігор також видає дозволи на проведення лотерей та вивчає питання щодо затвердження різних лотерей та ігор.
З 20202 року Шведська ігрова інспекція співпрацює зі своїми нідерландськими колегами Kansspelautoriteit. Було підписано меморандум про взаєморозуміння для посилення співпраці.
З 1 січня 2021 року в Швеції діють нові правила регулювання азартних ігор, зокрема, вони почали регламентувати кіберспорт. Правила забороняють робити ставки на порушення правил у спортивних матчах (наприклад, жовті і червоні картки у футболі), а також на індивідуальні результати гравців віком до 18 років. Правила не забороняють ставки на парні матчі (наприклад, у тенісі), якщо один з учасників парної команди старший 18 років. Якщо більшість гравців (троє з чотирьох) в парному матчі молодші 18 років, то всі ставки будуть заборонені. Такі ж правила розповсюджуються на кіберспорт.
В грудні 2020 року інспекція наклала штраф на клієнтів ATG та Spooniker за внесення сум, що перевищували ліміти у розмірі 5 тис. крон щотижня на час пандемії. Шведська комісія ринку азартних ігор провела дослідження ринку, запропонувавши інспекції посилити регулювання ринку та правила роботи для операторів. Зокрема, було запропоновано заборонити рекламу азартних ігор з 6:00 до 21:00 та затвердити обмеження на депозит у 5 тис. крон на постійній основі.

## Організація
1 січня 2019 року влада змінила назву з Шведської інспекції лотерей на Шведську ігрову інспекцію відповідно до рішення Ріксдагу 2018 року.
Ігрову інспекцію очолює рада. Генеральний директор є керівником органу. Шведська інспекція ігор має близько 45 працівників. Також у її розпорядженні є близько 80 інспекторів. Орган поділено на три відділи: оперативний, відділ підтримки бізнесу та відділ комунікацій. Окрім цих департаментів, існує також юридичний відділ.
З 19 жовтня 2017 року Генеральним директором є Камілла Розенберг.

## Повноваження
У червні 2019 року влада дозволила близько 80 компаніям організовувати азартні ігри в Швеції.